# Vorrei (la rabbia soffice)
Vorrei (la rabbia soffice) è un brano musicale di Matteo Faustini, pubblicato il 24 aprile 2020, come terzo singolo dell'album d'esordio Figli delle favole.

## Descrizione
Il brano pop, edito dall'etichetta Dischi dei sognatori, è stato scritto da Matteo Faustini e Marco Rettani; la musica è stata composta dello stesso Faustini.

Il cantautore racconta così il brano:

E ancora:
Pubblicato come terzo singolo, dal 24 aprile 2020 è in rotazione radiofonica.

## Video musicale
Il videoclip ufficiale del brano, diretto da  video è diretto da Gaetano Morbioli, è stato reso disponibile sul canale Warner Music Italy di YouTube il 05 giugno 2020.
Il cantautore racconta così il videoclip: